# 川喜田愛郎
川喜田 愛郎（かわきた よしお、1909年1月29日 - 1996年12月6日）は、日本の細菌学者、医学史学者。専門はウイルス学、医学史。
東京府生まれ。1932年、東京帝国大学医学部卒業、同年4月東京帝国大学附属伝染病研究所に助教授として入所。主に日本脳炎などのウイルス学を研究した。1949年、千葉大学医学部教授。1952年、WHO技術専門職としてエジプトのカイロに1年半ほど駐在する。1968年、千葉大学学長として、学生運動の対処にあたる。1969年、千葉大学を退職。『近代医学の史的基盤』（岩波書店、1977年）により、日本学士院賞を受賞した。

## 著書
- 濾過性病原体 改訂 学術書院 1949
- 病原細菌学総論 中山書店 1953
- 病原細菌学各論 中山書店 1954
- 生物と無生物の間 ウイルスの話 岩波新書 1956
- 小児マヒ（編）岩波新書 1961
- 感染論 その生物学と病理学 岩波書店 1964
- ウイルスの世界  岩波新書 1965
- ウイルスの生物学（編）岩波書店 1965（現代科学選書）
- パストゥール 岩波新書 1967
- 病気とは何か 医学序説 筑摩書房 1970（筑摩総合大学）
- 近代医学の史的基盤 岩波書店 1977.12
- 病気 生活をそこなうもの 旺文社 1980.8（ラジオ大学講座）
- 医学概論 東興交易医書出版部 1982.3　のちちくま学芸文庫 2012.8
- 生命・医学・信仰 新地書房 1989.1
- 医学への招待 生命・病気・医療 日本看護協会出版会 1990.3
- 医学史と数学史の対話 試練の中の科学と医学 佐々木力 中公新書 1992.11

## 翻訳
- 細菌細胞 細菌の生物学 R.J.デュボス 岩波書店 1952